# Lijst van musea in Vorarlberg
Deze lijst is een overzicht van musea in de Oostenrijkse deelstaat Vorarlberg. 
| Naam                                                    | Plaats               | Onderwerp                                              | Samenvatting |
| ------------------------------------------------------- | -------------------- | ------------------------------------------------------ | --- |
| "Uf m Tannberg" – Het alpiene museum                    | Schröcken            | Lokaal                                                 | Museum over het leven in de Alpen |
| Angelika Kauffmann Museum                               | Schwarzenberg        | Lokaal, kunst, Angelika Kauffmann (schilderes)         | Museum over het leven en werk van de schilderes Angelika Kauffmann / museum over plaatselijke geschiedenis                                 |
| Barokke Bouwmeesters Museum                             | Au                   | Kunst                                                  | Museum over de barokke bouwmeesters van het Bregenzerwald                                                                                  |
| Bregenzerwaldbahn                                       | Bezau–Schwarzenberg  | Museumspoorlijn                                        | Toeristische smalspoorlijn in het Bregenzerwald                                                                                            |
| Brouwerijmuseum Fohrenburg                              | Bludenz              | Bier                                                   | Museum over het brouwen van bier en de geschiedenis van de bierbrouwerij in Bludenz                                                        |
| Stadtmuseum Dornbirn (Stedelijk museum)                 | Dornbirn             | Lokaal                                                 | |
| Alpensennerei-Museum (Museum van de alpiene herdershut) | Hittisau             | Lokaal, culinair                                       | Museum over kaasmakerij |
| Egg Museum                                              | Egg                  | Lokaal                                                 | Lokale geschiedenis van het Bregenzerwald                                                                                                  |
| Flatz-Museum                                            | Dornbirn             | Hedendaagse kunst                                      | |
| FIS Skimuseum                                           | Damüls               | Lokaal                                                 | 100 jaren skiën in Vorarlberg |
| Vrouwenmuseum Hittisau                                  | Hittisau             | Geschiedenis, lokaal                                   | Culturele successen van vrouwen in de regio van Vorarlberg                                                                                 |
| inatura                                                 | Dornbirn             | Natuurhistorie                                         | Interactief museum over natuur en techniek                                                                                                 |
| Joods Museum Hohenems                                   | Hohenems             | Geschiedenis                                           | Geschiedenis van de Joodse gemeenschap in Hohenems                                                                                         |
| Juppenwerkstatt Riefensberg                             | Riefensberg          | Lokaal, ambacht, werkplaats                            | Makerij van de traditionele Vorarlbergse kledertracht                                                                                      |
| Kunsthaus Bregenz                                       | Bregenz              | Kunst                                                  | Internationale hedendaagse kunst |
| Bergbaumuseum Silbertal (Mijnbouwmuseum)                | Silbertal (Montafon) | Mijnbouw, lokaal                                       | |
| Mohren Biererlebniswelt                                 | Dornbirn             | Brouwerij                                              | Museum van de Mohrenbrauerei; ongeveer 10.000 exposities, van kleintjes zoals bierviltjes tot een gerestaureerde brouwerij uit de 19e eeuw |
| Alte-Zeiten-Museum                                      | Hohenems             | Geschiedenis, museum in open lucht                     | Gebouwen, dagelijks leven, tijden van nood, heksenprocessen                                                                                |
| Franz-Schubert-Museum                                   | Hohenems             | Franz Schubert (componist)                             | |
| Druckwerk (Printmuseum)                                 | Lustenau             | Print, media, ambacht                                  | |
| Heimatmuseum Schruns                                    | Schruns              | Lokaal                                                 | Geschiedenis van Schruns |
| Rolls-Royce-Museum                                      | Dornbirn             | Auto's                                                 | |
| Schattenburg                                            | Feldkirch            | Lokaal                                                 | Burcht, museum en restaurant |
| vorarlberg museum                                       | Bregenz              | Kunstgeschiedenis, archeologie, geschiedenis, folklore | Nationaal museum van kunst en cultuur |
| Elisabeth Schwarzkopf Museum                            | Hohenems             | Elisabeth Schwarzkopf (zangeres)                       | |
| Franz Michael Felder Museum                             | Schoppernau          | Franz Michael Felder (boer en sociale hervormer)       | |
| Krippenmuseum Dornbirn                                  | Dornbirn             | Kerstkribben                                           | |